# Шукри Рамо
Шукри Рамо (на турски: Şükrü Ramo; на македонска литературна норма: Шукри Рамо) е поет, разказвач и литературен критик от Социалистическа Република Македония, от турски произход.

## Биография
Роден е в 1918 година в Щип, тогава в Сърбия. През 1943 г. се включва в комунистическата съпротива във Вардарска Македония като политически комисар. Член е на Дружеството на писателите на Македония от 1949 година. Известно време е подпредседател на Събранието на СРМ. Умира в Скопие в 1988 година.